# 미우라 데쓰로
미우라 데쓰로(일본어: 三浦 哲郎, 1956년 4월 12일 ~ 2018년 4월 28일)는 일본의 축구 감독이다.

## 지도자 경력
1994년 11월 성적 부진으로 물러난 고든 밀른 전임 감독을 대신해, 나고야 그램퍼스 에이트의 감독으로 취임한다. 가와사키 프론탈레와 비셀 고베의 코치를 거쳐, 2001년 7월 나고야 그램퍼스 에이트의 감독으로 취임하였다.